# Platypalpus argentiseta
Platypalpus argentiseta är en tvåvingeart som först beskrevs av Collin 1969.  Platypalpus argentiseta ingår i släktet Platypalpus och familjen puckeldansflugor. Inga underarter finns listade i Catalogue of Life.